# Three IFC Office Tower
| Dieser Artikel wurde auf der Qualitätssicherungsseite des WikiProjekts Planen und Bauen eingetragen. Dies geschieht, um die Qualität der Artikel aus den Themengebieten Bautechnik, Architektur und Planung auf ein akzeptables Niveau zu bringen. Dabei werden Artikel, die nicht maßgeblich verbessert werden können, möglicherweise in die allgemeine Löschdiskussion gegeben. Hilf mit, die inhaltlichen Mängel dieses Artikels zu beseitigen, und beteilige dich an der Diskussion! |

Der Three IFC Office Tower ist das höchste der vier Hochhäuser des International Financial Center Seoul (서울국제금융센터 Seoul Gukje Geumyung Senteo). Es befindet sich auf der Insel Yeouido des Flusses Han im Stadtbezirk Yeongdeungpo-gu und ist mit 279 Metern und 55 Etagen einer der höheren Wolkenkratzer in Seoul. Die Fertigstellung dauerte von 2007 bis 2012. Am 31. August 2012 wurde das Hochhaus eröffnet. Es hat eine gläserne Vorhangfassade.